# Agra (jednotka)
Agra je stará jednotka hmotnosti používaná v Uzbekistánu. Její velikost činila přibližně 61 g.